# Exoprosopa caliptera
Exoprosopa caliptera är en tvåvingeart som först beskrevs av Thomas Say 1823.  Exoprosopa caliptera ingår i släktet Exoprosopa och familjen svävflugor. Inga underarter finns listade i Catalogue of Life.